# El Barbastrense
El Barbastrense es un semanario español de información local, literatura y ocio que se publicó en la ciudad aragonesa de Barbastro en 1868.

## Historia
El Barbastrense fue fundado por iniciativa de Arturo Zancada y Conchillos, su director, Cándido Baselga, Alfredo Sevil y Conrado Solsona. Durante muchos años se consideró que se publicó por primera vez el sábado 19 de julio de 1868 si bien investigaciones más recientes retrasan su aparición al lunes día 20. A partir del número 2 el semanario apareció siempre en domingo.
Se publicaron un total de 12 números el primero de ellos el 20 de julio de 1868 y el último el 3 de octubre del mismo año.

## Publicación
El semanario tuvo su sede en la calle Mayor, número 6 de Barbastro, imprimiéndose en dicha ciudad, en la Imprenta de Mariano Puyol (calle de la Fustería, 2) hasta el número 5, a partir del cual se imprimió en los talleres editoriales de Gregorio Ferraz y López (calle Mayor, 31).

## Suscripción
Las suscripciones se gestionaban en la imprenta de Mariano Puyol y en la librería de Jacobo María Pérez de Huesca, con un coste de 6 reales un trimestre, 11 un semestre  y 20 un año completo para suscriptores residentes en Barbastro. Las suscripciones  para el resto de España ascendían a 7 reales, 13 y 24, respectivamente.

## Localización de originales
Una colección completa de esta publicación se encuentra en la Universidad americana de Connecticut, en el Thomas J. Dodd Research Center (Archives & Special Collections, Sección Spanish Periodical and Newspapers).